# ビタミンKエポキシドレダクターゼ (ワルファリン非感受性)
ビタミンKエポキシドレダクターゼ (ワルファリン非感受性)（vitamin-K-epoxide reductase (warfarin-insensitive)）は、次の化学反応を触媒する酸化還元酵素である。
反応式の通り、この酵素の基質は3-ヒドロキシ-2-メチル-3-フィチル-2,3-ジヒドロナフトキノンと酸化ジチオトレイトール、生成物は2,3-エポキシ-2,3-ジヒドロ-2-メチル-3-フィチル-1,4-ナフトキノンと1,4-ジチオトレイトールである。
組織名は3-hydroxy-2-methyl-3-phytyl-2,3-dihydronaphthoquinone:oxidized-dithiothreitol oxidoreductaseである。